# Cogeneración

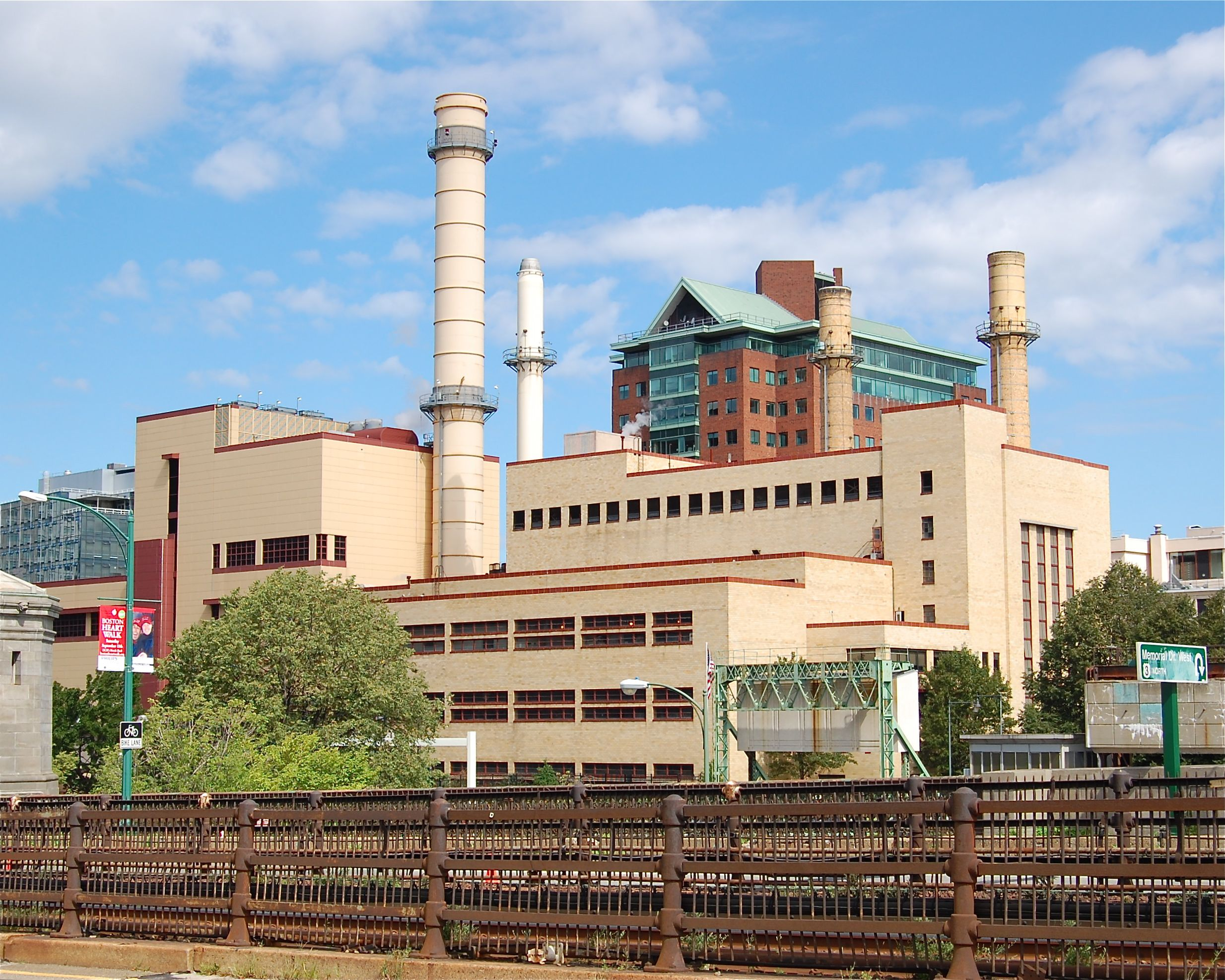
Una planta de cogeneración de 250 MW en Cambridge, Massachusetts.

La cogeneración es el procedimiento mediante el cual se obtiene simultáneamente energía eléctrica y energía térmica útil (vapor, agua caliente sanitaria). Si además se produce frío (hielo, agua fría, aire frío, por ejemplo) se llama trigeneración. Si además de esto se capturan las emisiones de dióxido de carbono, se llama cuadrigeneración (no debe confundirse con la tetrageneración, donde el cuarto tipo de energía producido es energía mecánica).

## Funcionamiento
Al generar electricidad mediante un dinamo o alternador, movidos por un motor térmico o una turbina, el aprovechamiento de la energía química del combustible es del 25 al 46 % (sobre el poder calorífico inferior), y el resto debe disiparse en forma de calor. Con la cogeneración se aprovecha una parte importante de la energía térmica que normalmente se disiparía a la atmósfera o a una masa de agua y evita volver a generarla con una caldera. Además evita los posibles problemas generados por el calor no aprovechado.
La eficiencia de la planta se puede medir mediante unos coeficientes: el FUE, factor de uso de energía, que es el cociente de la energía eléctrica generada, más el calor útil, entre la energía aportada al motor de combustión interna. Y el RCE, relación calor/electricidad, que es el cociente entre el calor útil o aprovechable, y la potencia eléctrica generada por el conjunto motor-generador. El primero es el más importante ya que da idea del rendimiento global de la instalación.
Este procedimiento tiene aplicaciones tanto industriales como en ciertos grandes edificios en los que el calor puede emplearse para calefacción, para refrigeración (mediante sistemas de absorción) y preparación de agua caliente sanitaria como por ejemplo grandes superficies de ventas, ciudades universitarias, hospitales, etcétera.
Aunque es difícil acoplarlo a viviendas particulares (lo cierto es que cada vez existen más instalaciones, denominándose específicamente microcogeneración), es mucho más favorable realizar instalaciones grandes, como en las de calefacción urbana.

## Regulación
El proceso de cogeneración tiene un reparto más o menos fijo entre producción eléctrico/mecánica y calor. Como las necesidades de ambas energías pueden variar de forma diferente es frecuente que haya un excedente de alguna de ellas.
En España, la energía de cogeneración se incluye en el Régimen Especial de energía (Real Decreto 413/2014, de 6 de junio, por el que se regula la actividad de producción de energía eléctrica a partir de fuentes de energía renovables, cogeneración y residuos) que le permite utilizar la cogeneración para proveerse de todo el calor que necesite e inyectar en la red eléctrica la energía eléctrica que no necesite a una tarifa fija. De esta forma se evita que otra central produzca esa energía de forma menos eficiente.

## Trigeneración y otros
Hay una ampliación del concepto de cogeneración que permite disponer aparte del calor y la energía mecánica/eléctrica habituales, frío a partir de calor residual. 
Es posible obtener frío a partir de una fuente de calor mediante sistemas de absorción. Como resultado se obtiene una eficiencia mayor: en la mayoría de los climas, la calefacción no es necesaria más que unos meses al año, mientras que con la trigeneración se utiliza el sistema también en las estaciones cálidas, lo que mejora (disminuye) el tiempo de amortización del sistema, al incrementar las horas de servicio de la instalación.
Un sistema de refrigeración por absorción necesita una temperatura mínima de unos 80°C para funcionar, del que se obtiene el agua de descarga a unos 40 o 50 °C y el agua de refrigeración a unos 0 a 4 °C.
Hay otro modos de maximizar el concepto de cogeneración. 
En invernaderos se pueden reaprovechar los gases de escape del sistema de cogeneración, previamente tratados con un catalizador como fertilización carbónica.
Otra modalidad es la denominada Tetrageneración, en la que además de las tres formas de energía anteriores se genera simultáneamente energía mecánica aprovechable por ejemplo, para generar aire comprimido. En España hay pocos ejemplos de tetrageneración, salvo casos como la factoría FORD en Almusafes, que es un buen ejemplo.

## Maquinaria utilizada para instalaciones de cogeneración
El Principio de la cogeneración puede materializarse con la ayuda de un sinnúmero de tecnologías. Fundamentalmente, una primera diferenciación tiene lugar entre las tecnologías por las que se puede hacer arder el combustible. Entre las posibilidades, encontramos los motores Stirling, motores a vapor, turbinas a vapor y tecnologías como ORC (ciclo orgánico de Rankine) o ciclo de Kalina.
- Turbina de vapor
  - Turbinas de vapor a contrapresión: cuando el volumen de vapor necesario para los servicios auxiliares es igual que el de la turbina.
  - Turbinas de vapor con toma intermedia, cuando solo una parte del vapor de la turbina es necesario para los servicios auxiliares.

- Turbina de gas
- Motor de combustión interna
- Pila de combustible
- Microturbinas
- Motores Stirling
- Ciclos Rankine con fluido orgánico
- Ciclo de Kalina

Las turbinas y los motores de vapor tienen, por lo general, porcentajes de eficiencia que rondan entre el 10 y el 20 %. Los motores Otto, tienen una eficiencia eléctrica de 1 hasta 2 puntos bajo el porcentaje de eficiencia de los motores de combustión. Por su parte, las turbinas de gas poseen un rendimiento de hasta 20 MW y tienen, a la vez, en su mayoría, un porcentaje de eficiencia por debajo del 40 %. La eficiencia eléctrica de los motores Stirling, que se encuentra en un intervalo de baja potencia (microcogeneración), varía entre el 10 y el 15 %. La tecnología de mayor potencia son las pilas de combustible, que pueden alcanzar un grado de eficiencia eléctrica de 60 %.

## Beneficios de la cogeneración
Una de los principales beneficios de la cogeneración es su mayor eficiencia energética  ya que se aprovecha tanto el calor como la energía mecánica o eléctrica de un único proceso, en vez de utilizar una central eléctrica convencional y para las necesidades de calor una caldera convencional. En un proceso de cogeneración se dispersa entre un 10% y un 20% de energía, lo que implica una mejora de entre un 70% y 90% en lo que a eficiencia se refiere.
Otro de sus beneficios es el hecho de que al producir la electricidad cerca del punto de consumo, se evitan cambios de tensión y transporte a larga distancia, que representan una pérdida notable de energía por efecto Joule (se calcula que en las grandes redes esta pérdida está entre un 25 y un 30 %).
La cogeneración también presenta  beneficios medioambientales en forma de disminución de las emisiones de gases de efecto invernadero. Se calcula que, en Europa gracias a la cogeneración, se evita la emisión de 200 millones de toneladas de CO2. Por otra parte al reutilizar el agua caliente procedente de los circuitos de enfriamiento, se evita su liberación en el medio, algo que podría afectar a la temperatura de ríos, mares o lagos.
Cabe mencionar, también, la reducción de costes asociados al ahorro en la factura energética y la reducción de costes de transporte de transmisión y distribución.